# Zsigmond Sarkadi Nagy
Zsigmond Sarkadi Nagy (nascido em 20 de junho de 1950) é um ex-ciclista húngaro que competiu no ciclismo nos Jogos Olímpicos de Verão de 1980, representando a Hungria.